# Mecânica aplicada
A mecânica aplicada é um ramo da ciência física e aplicação prática da mecânica. A mecânica aplicada examina a resposta dos corpos (sólidos e fluidos) ou sistema de corpos quando submetidos a forças externas. Alguns exemplos de sistemas mecânicos incluem o fluxo de líquidos sob pressão, a fratura de um sólido causada por uma força aplicada, ou a vibração de um sistema auditivo em resposta ao som.
A mecânica aplicada, como o nome sugere, é uma ponte entre uma teoria física e suas aplicações técnicas. Como tal, a mecânica aplicada é usada erm diversos campos da engenharia, especialmente a engenharia mecânica.  

## Exemplos de aplicações
- Engenharia sísmica

### Vídeo aulas
- Applied Mechanics Video Lectures By Prof.SK. Gupta, Department of Applied Mechanics, IIT Delhi

### Organizações profissionais
- American Academy of Mechanics
- Applied Mechanics Division, American Society of Mechanical Engineers
- Engineering Mechanics Institute of the American Society of Civil Engineers (EMI)
- International Union of Theoretical and Applied Mechanics
- US National Committee on Theoretical and Applied Mechanics

### Publicações abalizadas
- Advances in Applied Mechanics
- Applied Mechanics Reviews
- International Journal of Solids and Structures
- Journal of Engineering Mechanics
- Journal of Nanomechanics and Micromechanics
- Journal of Fluid Mechanics
- Journal of Mechanics of Materials and Structures
- Journal of Applied Mechanics
- Journal of the Mechanics and Physics of Solids
- Mechanics of Materials
- Mechanics Research Communications
- Quarterly Journal of Mechanics and Applied Mathematics
- Nonlinear Dynamics
- Journal of Vibration and Control